# نيكلوديون (أمريكا اللاتينية)
نيكلوديون أمريكا اللاتينية (بالإسبانية:Nickelodeon Latinoamérica) هي قناة تلفزيونية تبث في دول أمركيا الوسطى و أمريكا الجنوبية باللغة الإسبانية والبرتغالية في نكلوديون (البرازيل تقوم بعرض مسلسلات من إنتاج استوديوهات نكلوديون للرسوم المتحركة و إنتاجات آخرى مثل سبونجبوب وإلى بليك!

## البرامج
- سبونج بوب
- الوالدان السحريان
- سلاحف النينجا
- سينجاي و كريغ
- غزو الأرانب
- هارفي بيكس
- بيغ غوات بانانا و كريكيت
- إلى بليك!
- الفين و السناجب